# Urszula Meierin
Urszula Meierin, także Meyerin, właśc. Urszula Gienger (ur. ok. 1570 prawdopodobnie w Monachium, zm. 1635 w Warszawie) – nieformalna przełożona nad damami dworu (uważana za ochmistrzynię) polskich królowych Anny Habsburżanki i Konstancji Habsburżanki, szara eminencja dworu Zygmunta III Wazy.

## Życiorys
Była córką Anny pochodzącej z Bawarii. Urodziła się w biednej szlacheckiej rodzinie w Monachium lub w jego okolicach. Domniemywa się, że jej ojcem był któryś z Habsburgów. Do Grazu przybyła jako dziecko w latach 80. XVI wieku. 
Do Rzeczypospolitej trafiła wraz z arcyksiężniczką Anną Habsburżanką, żoną Zygmunta III. W dawnej literaturze jest nazywana ochmistrzynią (gynacei gubernatrix, pani stara) nadzorującą fraucymer królowej, ale nie mogła pełnić tej funkcji ze względu na swoje nieszlacheckie pochodzenie (według tradycji urząd piastowała małżonka jednego z senatorów Rzeczypospolitej). Meierin sprawowała obowiązki przełożonej dam dworu, ale oficjalnie urząd ten (Frauenzimmer – Hofmeisterin) pełniła Barbara Warschenhauserin. Na pewno Urszuli Meierin powierzono pieczę nad kosztownościami królewskimi i skarbem królowej (Oberste Kammerdienerin). Niemniej jej pozycja na dworze królewskim była wyjątkowa. Pogardliwie nazywano ją ministrem w spódnicy i bigotką jezuitów. Sekretarz króla Jan Szczęsny Herburt nazwał ją obsceniczną faworytą. 
Przydomek Meyerin zyskała od funkcji, którą sprawowała. Była bowiem odpowiedzialna za wychowanie królewskich dzieci. Była przełożoną królewskich niań, ale nie cieszyła się ich szacunkiem. Po śmierci Anny Habsburżanki pozostała na dworze i opiekowała się dziećmi Zygmunta III i Anny: Anną i Władysławem. Była surową opiekunką, a jej metody wychowawcze budziły niepokój króla. Zygmunt III obdarzał ją jednak wielkim zaufaniem i był bardzo do niej przywiązany, co powodowało liczne plotki na temat ich domniemanego romansu. Nie znajdują one  potwierdzenia w źródłach. 

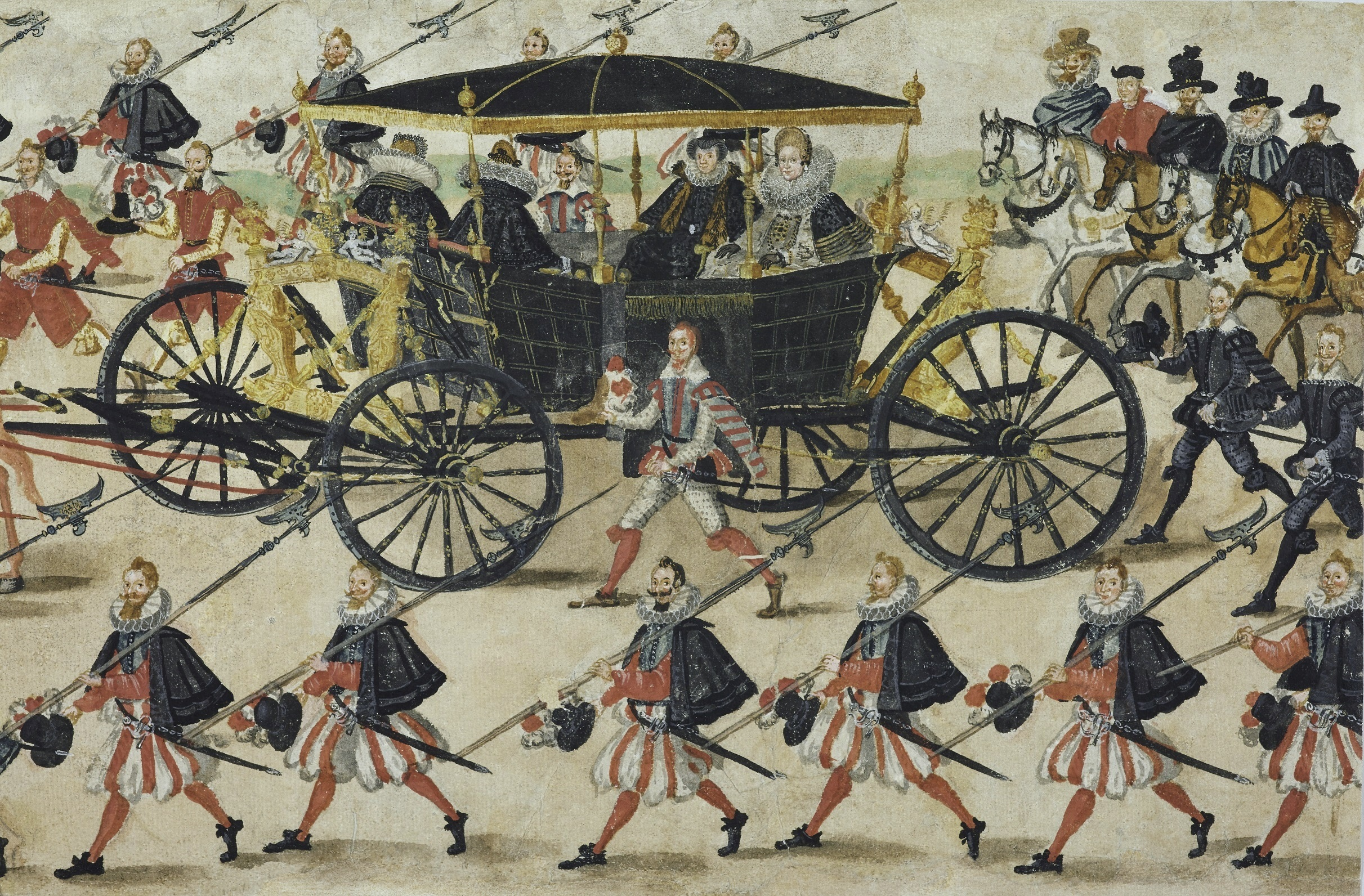
Konstancja Habsburżanka i jej matka Maria Anna Bawarska podczas wjazdu do Krakowa, Rolka Sztokholmska, ok. 1605 – możliwe, że w karecie siedzi Urszula Meierin

Urszula odgrywała ważną rolę na dworze królewskim po ślubie Zygmunta III z arcyksiężniczką Konstancją Habsburżanką. Była nieformalną pośredniczką w kontaktach króla i królowej z obcymi dworami (Habsburgowie, Wittelsbachowie, papiestwo), a także z senatorami Rzeczypospolitej. Prowadząc stałą korespondencję z Marią Anną Bawarską, szczegółowo relacjonowała życie dworu Zygmunta III Wazy. Zgodnie ze świadectwem Albrychta Stanisława Radziwiłła Meierin była wzorem wiernej i oddanej sługi. Przyjaźniła się z Anną Wazówną. 
Edward Rudzki uważał, że od papieża Meierin otrzymała Złotą Różę za wyjątkowo cnotliwe życie. Walter Leitsch twierdził, że był to Order Medaglie d’Oro, którym w kwietniu 1608 papież Paweł V wyróżnił Konstancję Habsburżankę oraz prawdopodobnie Elżbietę z Radziwiłłów Sapieżynę i Urszulę Meierin. 
W ostatnim roku życia Zygmunta III Wazy, gdy często i poważnie chorował, Meierin podpisywała oficjalne dokumenty państwowe i przyjmowała zagranicznych ambasadorów. Po śmierci króla została odsunięta od spraw politycznych, jednak rezydowała przy wychowanku – Władysławie IV. Nie wyszła za mąż.
Zmarła na Zamku Królewskim w Warszawie. Uroczyście pochowano ją w kościele jezuitów w Warszawie. Grób został splądrowany i zniszczony przez wojska szwedzkie i brandenburskie podczas potopu szwedzkiego.
W testamencie większość majątku zapisała rodzinie królewskiej, a także obdarowała wszystkie warszawskie kościoły. Była fundatorką ołtarza w kościele Zbawiciela w Monachium.

## Wizerunki

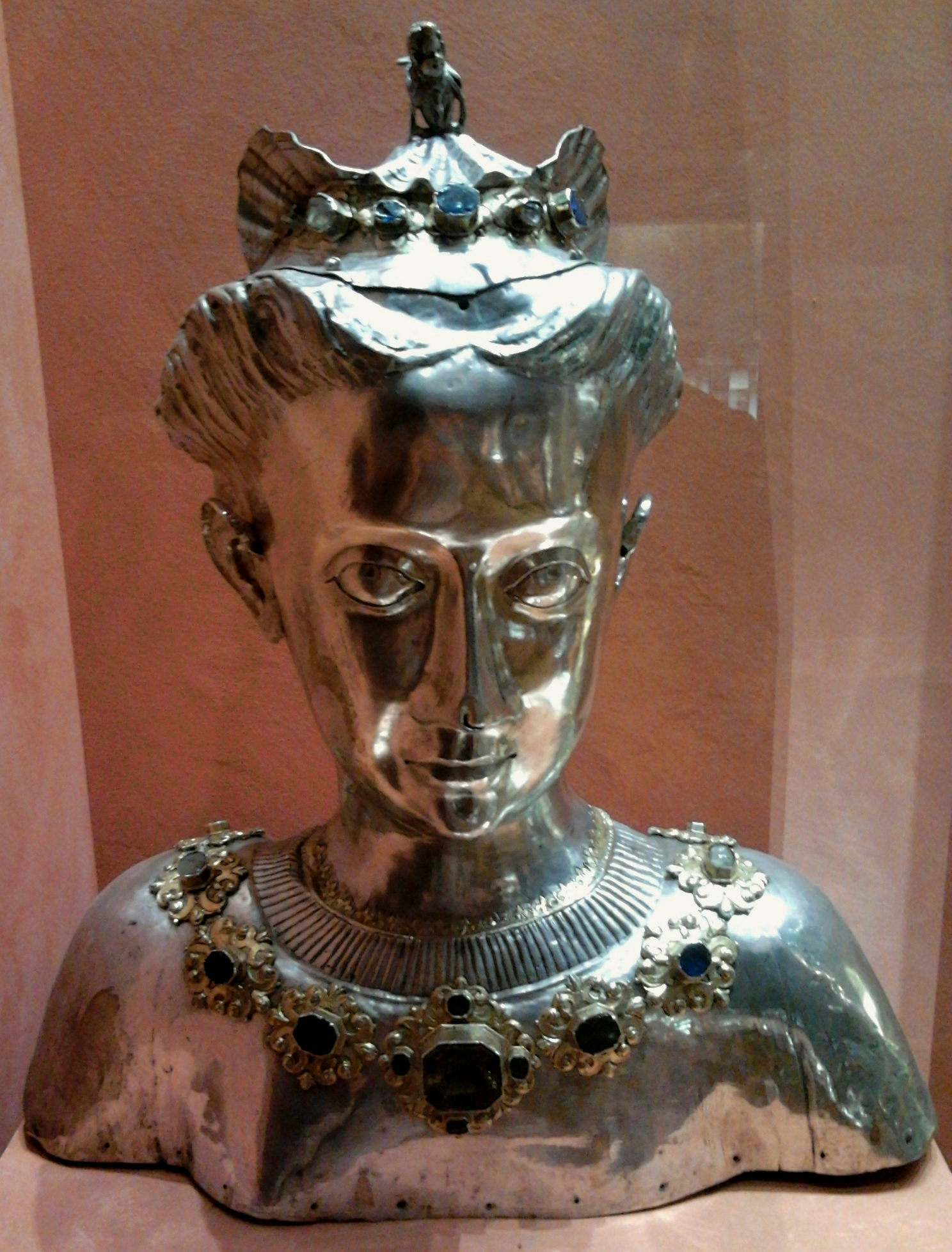
Relikwiarz św. Urszuli w formie hermy, Stanisław Ditrich, ok. 1600, Muzeum Diecezjalne w Płocku –najprawdopodobniej z rysami Urszuli Meierin

W czasie potopu szwedzkiego zniszczeniu uległy wówczas podobizny Urszuli Meierin autorstwa nadwornych malarzy Wazów: Pietera Claesza, Soutmana i Christiana Melicha.
Kilka miesięcy przed śmiercią Władysław IV Waza zamówił obraz, na którym Urszula Meierin siedziała pośród dzieci króla Zygmunta III.
Uważa się, że twarz jednej z kobiet na obrazie Adoracja Matki Bożej Różańcowej przez Wszystkie Stany Kościoła (1599) w kościele św. Jakuba w Sandomierzu była wzorowana na Urszuli Meyerin, podobnie jak herma św. Urszuli w zbiorach Muzeum Diecezjalnego w Płocku autorstwa Stanisława Ditricha, wykonana ok. 1600.

## Spuścizna
Jej listy zostały wydane:
- Listy i regesty korespondencji Anny Wazy i Ursuli Meyerin, oprac. Joanna Szkolnicka, Andrzej Hoja, portal CBHist.eu[14]
- Karol Łopatecki, Janusz Dąbrowski, Wojciech Krawczuk, Wojciech Walczak, Listy Anny Wazy (1568–1625), Warszawa 2022, s. 264–358 (listy nr 88–91, 93–104, 106–114)[15] na podstawie listów ze zbiorów Archiwum Narodowego w Krakowie, Biblioteki Narodowej w Warszawie, Archiwum Państwowego w Toruniu, Archiwum Głównego Akt Dawnych w Warszawie, Archiwum Państwowego w Gdańsku, Wojewódzkiej i Miejskiej Biblioteki Publicznej w Bydgoszczy, Archiwum Archidiecezji Warmińskiej w Olsztynie, Biblioteki Uniwersytetu Warszawskiego oraz archiwów zagranicznych (Svenska Riksarkivet, Krigsarkivet, Biblioteka Polska w Paryżu)[16]

## Upamiętnienie
W filmie Hołd carów (2013) Urszulę Meierin zagrała Hanna Bieniuszewicz.